# Morvaországi horvátok
A morvaországi horvátok (horvátul Moravski Hrvati) a mai Csehországban élő, elenyésző autohtón kisebbség, amely a 16.-17. században települt át a török uralom alá került Közép-Horvátországból a dél-morvaországi Nikolsburg (ma Mikulov) vidékére.

## Megnevezésük
A morvaországi horvátokat a horvát szakirodalom a gradišćanski Hrvati gyűjtőnév alatt ismeri, viszont ez tükörfordításban a burgenlandi horvátokat takarná, akiknek zöme Ausztriában él.

## Történetük
A horvátok több tízezres tömegei a török hódítás miatt menekültek Nyugat-Magyarországra. Innen több csoport vette az irányt Alsó-Ausztriába, egy kisebb csoport pedig elérte Morvaországot, hogy nagyobb biztonságban legyen a törököktől. Sokáig téves nézett uralkodott, hogy az első falu, ahol megtelepedtek, Dürnholtz (ma Drnholec) lett volna 1584-ben. 1937-re tisztázódott, hogy Dürnholtzban soha nem éltek horvátok. A horvátok zöme tengermelléki, vagy boszniai eredetű volt, nyelvük a ča nyelvjárás. Bár a morva horvátok nyelvjárását is a gradišćei nyelvhez sorolják, bizonyos dolgok jobban elkülönítik a burgenlandi írott nyelvtől és nyelvjárásoktól. A nyugat-magyarországi horvátok nyelvét jelentősen befolyásolták a kaj nyelvjárásban írt, Zágrábból jövő könyvek, ezenkívül a szlovén, a magyar és a német nyelv, míg ez a morvaországiakat kevésbé érintette. Hatással volt a nyelvjárásra a cseh, a morva és a német nyelv is.
A Dél-Morvaországban szétszóródó horvátok mindössze három településen tudtak stabil közösséget alkotni: Fröllersdorf (Jevišovka, horvátul Frielištof), Guttenfeld (Dobré Pole, horvátul Dobro Polje) és Neuprerau (Nový Přerov, horvátul Nova Prerava). A településnevek egy részéből kitűnik, hogy leginkább a német elnevezést követték a horvátok, ha lakhelyüknek horvát nevet adtak. Ugyanez a szisztéma mondható el az alsó-ausztriai és nyugat-magyarországi horvátok esetében is.
1918-ban, a csehszlovák állam létrejöttekor a hivatalos statisztika 1,682 horvát nemzetiségű lakost mutatott ki Morvaország területén. További horvát falvak voltak Szlovákiában, Pozsony térségében. Bár a Csehszlovákia előtti időkben is akadt konfliktusa a horvátoknak csehekkel, olykor a németekkel is, de a tudatos asszimilációs politika ekkor vette kezdetét ellenük. Mindez annak ellenére történt, hogy Csehszlovákia és Jugoszlávia bensőséges viszonyt ápolt egymással, különösen ha a Magyarország elleni közös fellépésről volt szó. 1918-ban még volt olyan terv horvát kezdeményezésre, Stjepan Radić politikustól, amely egy közös csehszlovák-jugoszláv határt szeretett volna, ehhez pedig a horvátok meg akarták szerezni Nyugat-Magyarország egy részét, a burgenlandi horvát falvakkal.
Néha-néha az állam tett egy látszólag nemes gesztust a horvát kisebbség felé és a három településen 1934-ben emlékművet állítottak a horvátok érkezésének 350. évfordulójára, mialatt a helyi iskolákban csakis cseh nyelven lehetett tanítani, horvát nyelvű könyvet, vagy újságot nem engedtek kiadni, de még behozni sem. A cseh-horvát ellentéteknek okot adott még, hogy a horvát kisebbség sosem rokonszenvezett a csehekkel, mindig a szudéta németeket támogatta. Az 1935. évi csehszlovákiai választásokon a horvátok a Konrad Henlein vezette Sudetendeutsche Partei-re adták a voksukat, noha a cseh pártok a megnyerésükre több kísérletet tettek.
Henlein-frakciója ugyan Hitler-szimpatizáns volt, de amikor 1938-ban a horvát falvak Németországhoz kerültek, németesítés vezettek be a településeken. A második világháborút követően, a csehszlovák kommunista rezsim a nemkívánatos elemek között tartotta nyilván a morvaországi horvátokat, eleinte a német-szimpátiájuk miatt, majd származásuk révén kollektíven titoista elemeknek tekintették őket. A három horvát település német lakosságát teljesen elüldözték. Néhány horvát családot is kitelepítettek Olmoucba, ahol hamar beolvadtak a csehekbe, mások pedig Burgenlandba költöztek. A három faluba nagyszámú cseh lakosságot telepítettek be, falun élő horvátokat pedig erőszakkal nyelvük és kultúrájuk elhagyására kényszerítették.

## Jelen helyzetük
A hivatalos statisztika nem egyértelmű a morvaországi horvátok arányát illetően, mert az 1990-es években is nem egy horvát települt be Csehországba, viszont el kell különíteni őket a tősgyökeres morvaországi horvátoktól. Egy 2002-es felmérés 400 fő körülire becsüli a morva horvátok számát, mások pedig 850 főre teszik. Ebből viszont csak úgy 150 ember használja a horvát nyelvet (az otthoni nyelvjárást). 1991-ben Brnóban létrehozták a Sdružení občanů chorvatské národnosti v ČR (Csehországi horvát nemzetiségű állampolgárok szervezete) elnevezésű szervezetet, amely egy delegáltat küld a Cseh Köztársaság Kisebbségi Tanácsába. Jevišovkában áll a Horvát Ház, mely egy kulturális otthon, ahol minden év szeptemberében megtartják az ún. Kiritov-ot, azaz a Horvát Kulturális napot. Mégsem lehet aktív nemzetiségi életről beszélni, mert a nyelvi asszimiláción túl a régi népszokásokat egyáltalán nem követik. Horvátországgal, vagy a burgenlandi horvátokkal is rendkívül elenyésző kapcsolatok vannak, az emberek semmilyen horvát nyelvű kiadványt nem olvasnak.
Morvaországi horvát nyelvjárásban könyv is íródott, amely az anyanyelv megőrzését biztosította hosszú időn át. Alois Malec dobré pole-i plébános 1895-ben adta ki a Molitve i pjesme pro ljud hrvatski v Moravi (A morvaországi horvátok imádságai és énekei) c. imakönyvet.